# Lạc Xương
Lạc Xương (giản thể: 乐昌; phồn thể: 樂昌; bính âm: Lèchāng, Hán Việt: Lạc Xương thị) là một thành phố cấp huyện của địa cấp thị Thiều Quan (韶关市), tỉnh Quảng Đông, Cộng hòa Nhân dân Trung Hoa. Thành phố này được thành lập từ huyện Lạc Xương năm 1994.